# Sun of a Gun
Sun of a Gun è il primo singolo estratto dal secondo album studio Oh Land della cantante danese Oh Land. In Danimarca è stato pubblicato il 4 ottobre 2010, mentre nel resto del mondo il 15 marzo 2011, data dell'uscita dell'album di provenienza.

## Aspetti generali
Sun of a Gun è stata scritta a Los Angeles. Riguardo al brano Oh Land si è espressa così: «È una storia d'amore che parla di come sia avere una relazione con una persona che ha un qualcosa di distruttivo in sé, ma devi ritornare indietro, perché non puoi lasciarla andare. E poi, mi è piaciuto anche la metafora di come rutoiamo in orbita attorno al sole.» Ha poi aggiunto: «Il sole è una cosa veramente bellissima: l'alba, il tramonto sono spettacolari. Ma è anche qualcosa da cui dobbiamo proteggerci, perché è infuocato e può bruciarti, può essere pericoloso.»

## Video musicale
Il video che accompagna la canzone mostra due diversi aspetti della cantante: uno in cui la cantante si ritrova in un lato dark e oscuro, l'altro in cui è avvolta da una luce calda e i suoi capelli ondeggiano.

## Tracce
- Denmark Digital Download [5]

1. Sun of a Gun (3:25)

- International Digital Download [6]

1. Sun of a Gun (3:25)
2. Sun of a Gun (Yuksek Remix) (4:26)
3. Sun of a Gun (Savage Skulls Remix) (4:37)

- Austria Digital Download [7]

1. Sun of a Gun (3:25)
2. Sun of a Gun (Yuksek Remix) (4:26)
3. Sun of a Gun (Savage Skulls Remix) (4:37)
4. Sun of a Gun (Videoclip) (3:23)

## Classifiche
| Classifica                         | Posizione migliore |
| ---------------------------------- | ------------------ |
| Austria (Ö3 Austria Top 40)        | 59                 |
| Germania (Media Control Charts)    | 60                 |
| Stati Uniti (Hot Dance Club Songs) | 12                 |

## Date di pubblicazione
| Nazione     | Data           | Etichetta            |
| ----------- | -------------- | -------------------- |
| Danimarca   | 4 ottobre 2010 | Fake Diamond Records |
| Stati Uniti | 15 marzo 2011  | Sony Music           |
| Regno Unito | 15 marzo 2011  | Sony Music           |
| Australia   | 15 marzo 2011  | Sony Music           |
| Italia      | 15 marzo 2011  | Sony Music           |
| Germania    | 15 luglio 2011 | Sony Music           |
| Austria     | 15 luglio 2011 | Sony Music           |